# Strömgrensfeer

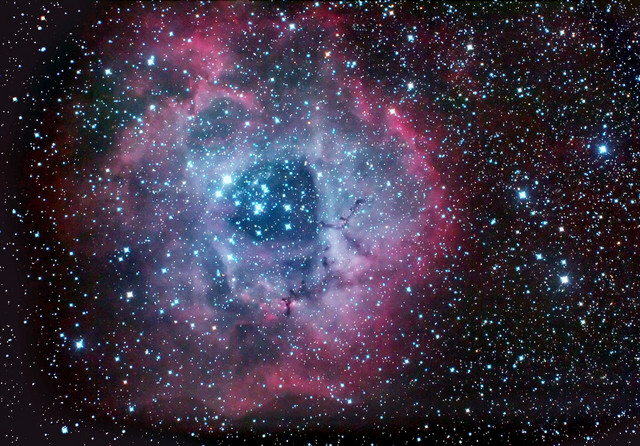
De Rosettenevel, een (niet homogene) Strömgrensfeer geioniseerd door een open sterrenhoop.

Een strömgrensfeer (ook wel strömgrenbol), vernoemd naar Bengt Strömgren die hem in 1939 theoretisch beschreef, is in de astronomie de ruimte rond een ster, waarin deze door zijn ultraviolette straling een emissienevel bestaande uit waterstof heeft geïoniseerd. In het ideale geval van een homogene nevel is dit gebied bolvormig. Deze emissienevel is zichtbaar als een H-II-gebied.
Aan de buitenrand van de strömgrensfeer is alle ioniserende straling verbruikt en daarbuiten is de waterstof neutraal. Het overgangsgebied van geioniseerd naar neutraal gas is klein in vergelijking met de afmeting van de bol en het gebied is scherp begrensd. De straal van een strömgrensfeer is afhankelijk van de spectrale energieverdeling van de ster en van de dichtheid (het aantal deeltjes per cm3) van het waterstofgas. Alleen sterren met spectraalklasse O en B zenden voldoende ultraviolette fotonen uit om een noemenswaardige strömgrensfeer te creëren.

## Geschiedenis
Strömgren ontwikkelde zijn model na de publicatie in 1938 van waarnemingen door Otto Struve en Chris T. Elvey van emissienevels in de sterrenbeelden Zwaan en Cepheus. Zij suggereerden dat de ultraviolette straling van de O- en B-sterren in de nevels de benodigde energie leveren die de nevels doen ontstaan.

## Beschrijving
De ionisatiepotentiaal van waterstof is ongeveer 13,59844 eV. Dit betekent dat alleen ultraviolet licht met een golflengte korter dat 91,18 nm (de Lymanlimiet) het gas kan ioniseren. Deze straling wordt ook wel het Lyman-continuüm genoemd.
Het evenwicht tussen het aantal recombinaties van geïoniseerde waterstof en vrije elektronen tot neutraal waterstof (H0; links) en het aantal ionisaties van neutraal waterstof (rechts) per seconde binnen de gehele emissienevel kan beschreven worden als
{\displaystyle {\frac {4}{3}}\pi \,r_{1}^{3}\,N_{\rm {H}}^{2}\,\alpha _{B}=Q({\rm {H^{0})}}}
waarin
- {\displaystyle {\frac {4}{3}}\pi \,r_{1}^{3}} het volume van het bolvormige gebied met geïoniseerde waterstof
  - {\displaystyle r_{1}} de straal van het gebied met geïoniseerde waterstof, ook strömgrenstraal genoemd.

- {\displaystyle N_{\rm {H}}} het aantal waterstofdeeltjes binnen de strömgrenstraal
- {\displaystyle \alpha _{B}} de recombinatiecoëfficient, een parameter (met dimensie 1/(volume * tijd)) die bepaald wordt door de atomaire eigenschappen van waterstof en de temperatuur van de nevel.
- {\displaystyle Q({\rm {H^{0})}}} de hoeveelheid ioniserende fotonen die de ster met energie > 13,59844 eV uitstraalt per tijdseenheid.

Voor een nevel met een dichtheid van één atoom (ion) per kubieke cm is de strömgrenstraal ongeveer 100 parsec voor de heetste hoofdreeksster met spectraalklasse O5 en 10 parsec bij spectraalklasse B0.5. Bij grotere dichtheid is de straal kleiner.